# 谢曜全
谢曜全（1984年10月19日—），新加坡華裔政治人物，第14届国会议员。

## 学历
谢曜全曾就读于莱佛士书院和莱佛士初级学院，之后在杜克大学获得了生物医学工程学士学位和工程管理硕士学位。

## 履历
步入政界前，谢曜全曾在新加坡道路安全理事会及SG Enable等社会组织任职，同时担任裕泉居民咨询委员会副主席、亚历山大医院医保改革主管。
2020年大选，他取代饱受争议的林绍权，代表人民行动党出战裕廊集选区，成功击败对手红点同心党团队进入国会。
谢耀全在大选后，委任为裕廊-金文泰市镇理事会主席。

## 个人生活
谢曜全是新加坡教育部长王乙康的表弟。